# Пьеротти, Сантьяго
Сантьяго Даниэль Пьеротти (исп. Santiago Daniel Pierotti; род. 3 апреля 2001, Пилар, Буэнос-Айрес) — аргентинский футболист, защитник клуба «Лечче».

## Клубная карьера
Пьеротти — воспитанник клуба «Колон». 1 сентября 2019 года в матче против «Росарио Сентраль» он дебютировал в аргентинской Примере. 27 марта 2021 года в поединке против «Платенсе» Сантьяго забил свой первый гол за «Колон». В начале 2024 года Пьеротти перешёл в итальянский «Лечче». Сумма трансфера составила 2,5 млн. евро. 